# Adolf Halwas

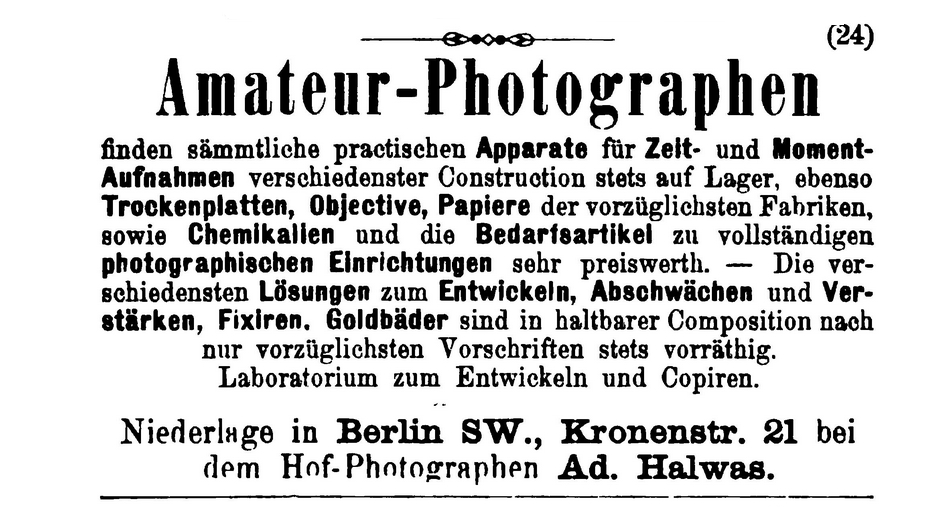
Werbeanzeige des Hof-Photographen Ad. Halwas für sein Fachgeschäft für Fotobedarf in Berlin, Kronenstraße 21, von 1891

Johann Gustav Adolf (auch: Adolph) Halwas (geb. 12. Januar 1836 in Graudenz; gest. 22. Mai 1919 in Berlin-Steglitz) war ein deutscher Fotograf und Fotoverleger in Berlin.

## Lebensweg

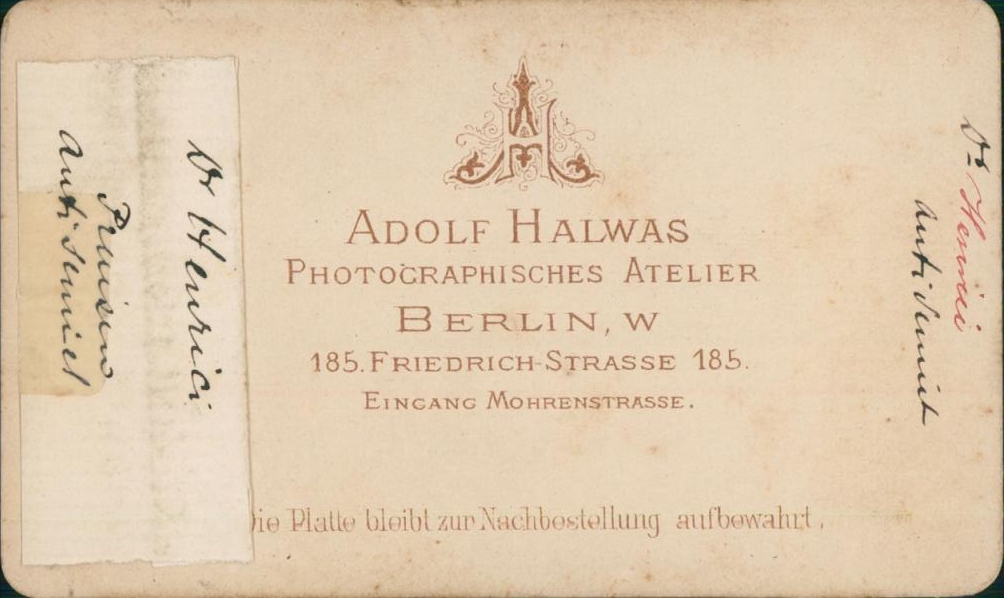
Rückseite eines Porträtfotos von Adolf Halwas mit der Adresse seines Ateliers

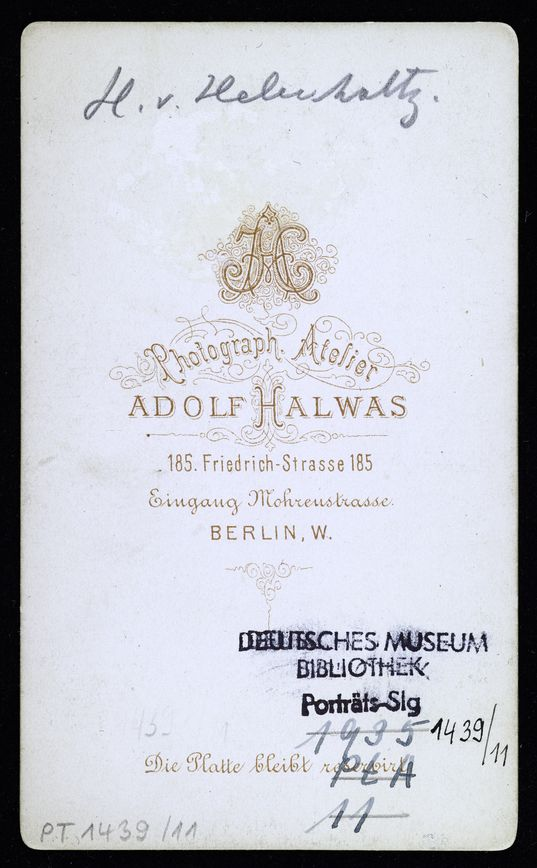
Rückseite einer Porträtfotografie des Fotoateliers von Adolf Halwas, Berlin, Friedrichstraße 185, Ecke Mohrenstraße

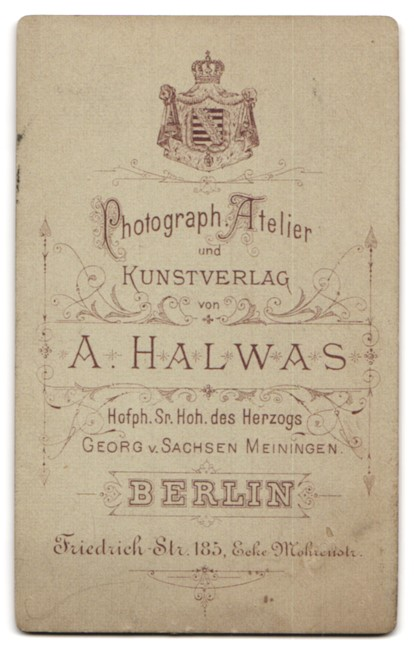
Rückseite einer Porträtfotografie des Fotoateliers von Adolf Halwas, Berlin, Friedrichstraße 185, Ecke Mohrenstraße

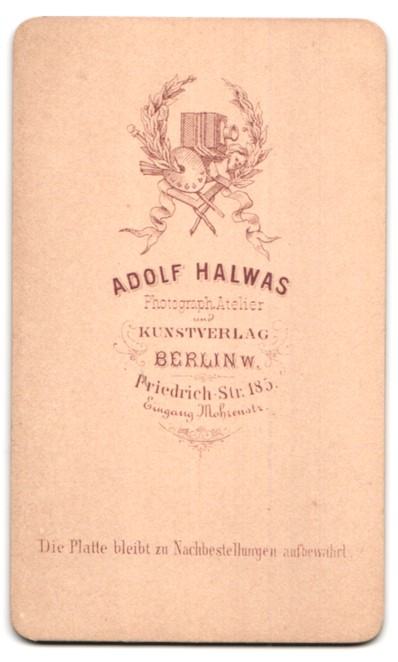
Rückseite einer Porträtfotografie des Fotoateliers von Adolf Halwas, Berlin, Friedrichstraße 185, Ecke Mohrenstraße

Adolf Halwas wurde am 12. Januar 1836 als jüngster Sohn des Kaufmanns Karl Halwas und dessen Ehefrau Karoline (geb. Arndt) in Graudenz geboren.
Während seines Militärdienstes im Seebataillon in Swinemünde wohnte Adolph Halwas bei einem Fotografen und erhielt von diesem einen Einblick in die Grundzüge der Fotografie. Er beschloss, ebenfalls Fotograf zu werden, und ging am 3. April 1856 bei dem Stralsunder Fotografen Julius Richter in die Lehre. Dort erlernte er die Daguerreotypie und die Pannotypie. Anschließend, im April 1858, ging Halwas nach Berlin und arbeitete dort unter anderem bei Gustav Schauer (1826–1902) und bei L. Haase & Co. (Leopold Haase, 1831–1901). Im Auftrag von Gustav Schauer nahm Halwas im Museum die 19 zum Van Eyckschen Altar gehörenden Bilder auf Kollodium-Trockenplatten auf. Das Atelier L. Haase & Co. galt in den 1860er Jahren als eines der bedeutendsten Porträtfotostudios in Berlin.
Von Oktober 1861 bis 1876 war Halwas Kompagnon und technischer Leiter des Ateliers Heinrich Graf (1835–1906) in der Friedrichstraße 165.
Am 19. Oktober 1863 heiratete er in der St.-Philippus-Apostel-Kirche Charlotte Antonie Auguste Droste (1832–1913). Im selben Jahr gehörte Halwas zu den Gründungsmitgliedern des Photographischen Vereins zu Berlin. Er war zunächst Mitglied im Verein zur Förderung der Photographie unter Leitung von Hermann Wilhelm Vogel (1834–1898) und kehrte im Jahr 1906 in den alten Photographischen Verein zu Berlin zurück, aus dem am 11. Mai 1869 der Verein zur Förderung der Photographie hervorgegangen war.
1864 begleitet Adolph Halwas seinen Kompagnon Heinrich Graf als Kriegsfotograf an die Schauplätze des Deutsch-Dänischen Kriegs. Halwas nahm etwa 100 Fotos von den Kriegsschauplätzen auf Kollodium-Nassplatten auf. Heinrich Graf und Adolph Halwas veröffentlichten 1865 ein Album mit eingeklebten Bildern des schleswig-holsteinischen Kriegsschauplatzes.
Nach 15-jähriger Zusammenarbeit mit Heinrich Graf schied Halwas 1876 aus der Firma Heinrich Graf & Comp. aus und machte sich mit einem eigenen Atelier in der Berliner Mohrenstraße selbständig. Halwas betrieb sein Atelier von 1865 bis 1876 in der Luisenstraße 48, von 1877 bis 1888 in der Friedrichstraße 185, Eingang Mohrenstraße, und von 1888 bis mindestens 1906 in der Kronenstraße 21.
„Halwas kultivierte besonders Aufnahmen von Studienköpfen, Genrebildern und Porträts bekannter Personen für den Kunsthandel.“
Halwas war „Hof-Photograph Seiner Hoheit des Herzogs Georg von Sachsen-Meiningen“.
Um 1885 beschäftigte Halwas drei Gehilfen und zwei Retuscheure.
Halwas gehörte, zusammen mit Johannes Gaedicke (1835–1916) und Adolf Miethe (1862–1927), zu den ersten, die den Anstoß zur Blitzlichtphotographie gaben.
Im Auftrag der Zeughausverwaltung gab Halwas von 1886 bis 1900 einen Bilder-Atlas von den Sammlungsgegenständen und Interieurs des Zeughauses und eine Reihe Genre-Aufnahmen heraus. Im Jahr 1904 fertigte Halwas im Auftrag des preußischen Kultusministeriums eine Kollektion von 80 Aufnahmen der Neubauten der Charité an.
In den 1890er Jahren handelte Adolph Halwas auch mit Fotografenbedarfsartikeln (Kameras, Objektiven, Fotopapier, Trockenplatten, Fotochemikalien etc.).
Halwas war auch gerichtlicher Sachverständiger für Fotografie.
Halwas führte sein Atelier noch über seinen 70. Geburtstag im Jahr 1905 hinaus; im Jahr 1906 konnte er auf eine 50-jährige Berufstätigkeit als Fotograf zurückblicken.
Er wohnte 1916 in Steglitz in der Arndtstraße 3. Dort starb er am 22. Mai 1919 im Alter von 83 Jahren in seiner Wohnung. Er hinterließ seinen 1873 geborenen Sohn Adolf.

## Veröffentlichungen
- Heinrich Graf, Adolf Halwas, Album des Schleswig-Holsteinischen Kriegsschauplatzes, o. O. (Berlin) 1864
- Das Zeughaus zu Berlin und seine Sammlungen. Herausgegeben von der Königlichen Zeughausverwaltung. Aufgenommen nach der Natur vom Hof-Photographen Adolf Halwas. Erste Lieferung. Berlin 1887. Verlag Friedrich Stahn.
- Die Ruhmeshalle im Königlichen Zeughaus in Berlin. 20 Photographien, Verlag Friedrich Stahn, Berlin, 1891

## Fotosammlungen
- Deutsche Digitale Bibliothek, https://www.deutsche-digitale-bibliothek.de/searchresults?query=halwas%2Badolf&rows=20&viewType=list&isThumbnailFiltered=false
- Theatermuseum.at, https://www.theatermuseum.at/onlinesammlung/?query=all_persons%3AAdolf%20Halwas%2C%20Berlin
- Fotorevers.eu, Lexikon der Fotografen, http://www.fotorevers.eu/de/ort/Berlin/3499/